# Leucothoe oboa
Leucothoe oboa is een vlokreeftensoort uit de familie van de Leucothoidae. De wetenschappelijke naam van de soort is voor het eerst geldig gepubliceerd in 1971 door Karaman.